# ブデソニド
ブデソニド（英：Budesonide）は、糖質コルチコイドであり、ステロイド系抗炎症薬の一種である。気管支喘息の吸入ステロイド療法用に、商品名パルミコート（吸入液およびタービュヘイラー）としてアストラゼネカ社より製造販売され、吸入液の後発品が、武田テバファーマから製造販売されている。本剤と気管支拡張薬であるホルモテロールとの合剤（商品名シムビコート）のドライパウダー式吸入薬が、気管支喘息と慢性閉塞性肺疾患（COPD）の治療薬として、また、本剤とホルモテロールおよびグリコピロニウムとの３成分配合剤（商品名ビレーズトリエアロスフィア）が、慢性閉塞性肺疾患の長期管理薬として、いずれもアストラゼネカ社より製造販売されている。シムビコートの後発品としてブデホルが製造販売されている。

## 薬理
ブデソニドは内服薬として用いると初回通過効果のため、多くは代謝を受けるので副作用も含め全身作用は少ないとされる。
消化管粘膜のみに作用させることを目的として、ターゲット部位で溶解する腸溶剤として経口投与する。また、気道粘膜に対しては吸入薬として投与する。ステロイド吸入薬の中では最も安全性が高く、妊婦にも用いることができる。吸入ステロイドの内、ブデソニドだけがアメリカ食品医薬品局（FDA）の胎児危険度分類のBである。(その他の吸入ステロイド薬は分類はC）

## 禁忌
下記の患者には禁忌である。
- 有効な抗菌剤の存在しない感染症、深在性真菌症の患者
- 製剤成分に対して過敏症（接触性皮膚炎を含む）の既往歴のある患者
- 結核性疾患の患者（原則禁忌）

## 単剤としての副作用
小児の治験では3.3%に副作用が認められた。（成人のデータは未公開）
主な副作用は嗄声、咽喉頭疼痛、咳嗽、口腔カンジダ症、咽喉刺激感、悪心である。

## 単剤としての効能・効果
気管支喘息